# Promo 2010
Promo 2010 es el álbum debut de la banda griega de folk rock Villagers of Ioannina City. Lanzado por cuenta propia en 2010 y más tarde relanzado por Mantra Records.

## Estilo y grabación
Aunque solo cuenta con seis canciones, el álbum define el estilo musical del grupo, mezclando instrumentos tradicionales con ritmos modernos de rock, una introducción instrumental algo experimental seguida de pistas en inglés (Nova) y griego (Krasi) siendo Skaros y Tabourla instrumentales. Fue grabado en el estudio Magnanimous studio, en Tesalónica, Grecia, en enero de 2010, y lanzado el 1 de abril del mismo año.

## Lista de canciones
| N.º | Título     | Duración |  |
| 1.  | «Intro»    | 3:51     |  |
| 2.  | «Echoes»   | 3:39     |  |
| 3.  | «Nova»     | 7:12     |  |
| 4.  | «Skaros»   | 3:50     |  |
| 5.  | «Krasi»    | 6:45     |  |
| 6.  | «Tabourla» | 5:11     |  |

## Formación
- Alex Karametis - guitarra, voz
- Akis Zois - bajo
- Aris Giannopoulos - batería
- Giannis Haldoupis - clarinete

### Créditos
- George Pentzikis - ingeniero de sonido
- George Pentzikis - mezclas, producción